# Vuelta a España 2016
Vuelta a España 2016, även kallad Spanien runt 2016, var den 71:a upplagan av cykeltävlingen Vuelta a España. Tävlingen startade den 20 augusti i Laias i kommunen Cenlle, och avslutades den 11 september i Madrid, med en total sträcka på 3 315,4 km över 21 etapper. Det var den 21:a tävlingen (av totalt 28 tävlingar) i UCI World Tour 2016. Segrare för första gången blev colombianen Nairo Quintana.

## Deltagande lag
Alla 18 UCI World Tour-lag blev inbjudna och var förpliktigade att delta i tävlingen. Fyra pro-kontinentallag blev inbjudna till tävlingen.
Bokstäverna inom parenteser avser lagens UCI-kod under denna tävling.
UCI World Tour-lag
- AG2R La Mondiale (ALM)
- Astana (AST)
- BMC Racing Team (BMC)
- Cannondale–Drapac (CDT)
- Etixx–Quick-Step (EQS)
- FDJ (FDJ)
- Team Giant-Alpecin (TGA)
- IAM Cycling (IAM)
- Lampre–Merida (LAM)
- Lotto–Soudal (LTS)
- LottoNL–Jumbo (TLJ)
- Movistar Team (MOV)
- Orica–BikeExchange (OBE)
- Team Dimension Data (DDD)
- Team Katusha (KAT)
- Team Sky (SKY)
- Tinkoff (TNK)
- Trek–Segafredo (TFS)

UCI Professional Continental-lag
- Bora–Argon 18 (BOA)
- Caja Rural–Seguros RGA (CJR)
- Cofidis (COF)
- Direct Énergie (DEN)